# Courcelles-lès-Lens
Courcelles-lès-Lens là một xã của tỉnh Pas-de-Calais, thuộc vùng Hauts-de-France, miền bắc nước Pháp.

## Dân số
| 1962                                                           | 1968 | 1975 | 1982 | 1990 | 1999 | 2005 |
| -------------------------------------------------------------- | ---- | ---- | ---- | ---- | ---- | ---- |
| 5582                                                           | 5965 | 5874 | 5855 | 6343 | 6119 | 6144 |
| Census count starting from 1962: Population without duplicates |      |      |      |      |      |      |